# Canon de 10 cm K10 Škoda
Pour les articles homonymes, voir Canon de 100 mm.
Le canon 10 cm K10  Škoda était un canon naval de 100 mm (3,9 pouces) de la marine austro-hongroise utilisé comme armement tertiaire sur les cuirassés Dreadnought et comme armement primaire sur les croiseurs éclaireurs et les destroyers pendant la Première Guerre mondiale. 
Après la Première Guerre mondiale, des variantes du canon Škoda 10 cm K10 ont été largement produites en Italie sous la forme de la série de "canons 100/47", qui ont servi dans un certain nombre de rôles, sur une grande variété de navires, avec plusieurs marines.

## Histoire du Škoda 10 cm K10
Les origines du Škoda 10 cm K10 ont commencé avec le précédent K07 développé en 1907 à l'usine Škoda de Pilsen. Lorsque le canon a été mis en production en 1910, il a été rebaptisé Škoda 10 cm K10 et est entré en service à bord des cuirassés de la classe Radetzky dans 20 casemates à monture simple au milieu des navires. Le modèle K11 a rapidement suivi le K10 à bord du croiseur SMS Admiral Spaun, des croiseurs de la classe Novara et des destroyers de la classe Tátra de la marine austro-hongroise dans des tourelles à canon unique à angle faible. La principale différence entre les différents modèles était leur monture, leur traversée et leur élévation. Après la première guerre mondiale, les SMS Radetzky, SMS Erzherzog Franz Ferdinand et SMS Zrínyi ont été cédés à l'Italie et mis au rebut entre 1920 et 1926. Le SMS Admiral Spaun a été cédé aux britanniques et vendu à une société italienne pour être mis à la casse en 1922. Les classes Novara et Tátra se sont révélées idéales pour le service en Adriatique pendant la Première Guerre mondiale et les unités survivantes ont été cédées en réparation de guerre à l'Italie et à la France. Les SMS Helgoland (rebaptisé Brindisi) et SMS Saida (rebaptisé Venezia) ont servi dans la marine italienne jusqu'à leur démolition en 1937, tandis que le SMS Novara (rebaptisé Thionville) a servi dans la marine française jusqu'à sa démolition en 1942. Trois des destroyers de la classe Tátra, Triglav II, Lika II et Uzsok, ont été cédés à l'Italie dans la classe Fasana et Dukla a été cédé à la France. Ces navires ont été peu utilisés et reclassés comme torpilleurs en 1929, les derniers navires ayant été démolis en 1936. En 1937, les K10 de 10 cm récupérés ont été débarqués et affectés à l'artillerie côtière. Au début de la Seconde Guerre mondiale, 41 canons étaient encore en service.

## Description du Škoda 10 cm K10
Le canon  Škoda 10 cm K10 a été construit avec un tube en A, une enveloppe et un anneau de culasse vissé à la fois au tube A et à l'enveloppe. Il possédait une culasse coulissant horizontalement et tirait des munitions cartouche complète (l'obus est serti sur la douille, ce qui permet une cadence de tir plus rapide qu'un obus séparé de la gargousse).

## Canon OTO 100/47
La marine italienne (Regia Marina) a été impressionnée par les Škoda 10 cm K10 et en 1924, une copie du canon a été commandée à la firme italienne OTO (Odero-Terni-Orlando) qui a donné naissance à une grande famille de canons 100/47 qui ont été largement utilisés.
- Le modèle OTO Mod. 1924, Mod. 1927 et Mod. 1928 100/47 - Ces canons étaient des reproductions virtuelles du canon Škoda 10 cm K10, mais avec des doublures libres. Le canon était construit avec un tube en A, une chemise et un liner libre avec un anneau de culasse qui se vissait à la fois sur le tube en A et la chemise. Le bloc de culasse était du type coulissant horizontal et il tirait des munitions fixes. Ces canons AA étaient montés sur presque tous les croiseurs lourds et légers de la marine italienne pendant la Seconde Guerre mondiale. Le modèle le plus utilisé était le OTO Mod. 1928 en canons doubles. Ces affûts doubles blindés avaient les deux canons dans un berceau commun qui permettait une élévation de -5° à 85°. Les affûts étaient munis de tourillons réglables qui se relevaient automatiquement par l'énergie électrique lorsque les canons s'élevaient. Ils étaient équipés de poussoirs à ressort et de corde. La vitesse de déplacement de l'affût s'est avérée trop lente pour suivre des cibles aériennes se déplaçant rapidement, en particulier si le navire roulait et était plus adapté aux tirs de barrage. Ce support a été conçu par le Commandant Minisini de la Regia Marina et était souvent appelé Minisinis. L'Union soviétique a acheté 10 des Mod. 1928 pour ses croiseurs de la Classe Admiral Nakhimov et leurs équipages les appelaient Minizinis[4].
- OTO Mod. 1931, Mod. 1935 et Mod. 1937 100/47 - Ces canons avaient les mêmes détails de construction que le Mod. 1928. Ces canons étaient en simple, généralement blindés, chargement manuel, Mod. 1931 ou Mod. 1937. Ces affûts à double usage étaient courants sur les torpilleurs italiens de la Seconde Guerre mondiale. Les affûts Mod. 1931 avaient une élévation de -6° à +45°, qui fut ensuite augmentée à -9° / +60° pour le Mod. 1937. Ces montages plus simples, travaillés à la main, étaient considérés comme adéquats pour leur rôle[4].
- OTO Mod. 1931, Mod. 1935 et Mod. 1938 100/47 pour les sous-marins - Mêmes détails de construction que le Mod. 1928, sauf que le canon a été raccourci à 4,94 m (16 ft 2 in). Ces canons étaient utilisés dans des montages sur piédestal simples, chargement manuel, non blindés. Ces canons étaient montés sur la majorité des sous-marins italiens, à l'exception des classes Micca et Calvi[4].

## Naval service
| Montage                       | Modèle d'arme         | Support d'arme | Poids     | Longueur | Elévation  | Portée    | Classe de navire |
| ----------------------------- | --------------------- | -------------- | --------- | -------- | ---------- | --------- | --- |
| Montage simple à angle bas    | Škoda 10 cm K10 & K11 | Mod. 1910      | 2 020 kg  | 4 985mm  | -4° / +18° | 16 885 m  | Classe Radetzky SMS Admiral Spaun, Classe Novara, Classe Tátra                                                                      |
| Montage double anti-aérien    | OTO Mod. 1924         | Mod. 1924      | 15 000 kg | 4 985 mm | -5° / +85° | 15 240 ;m | Classe Trento |
| Montage double anti-aérien    | OTO Mod. 1927         | Mod. 1927      | 15 000 kg | 4 985 mm | -5° / +85° | 15 240 ;m | Pola (croiseur) |
| Montage double anti-aérien    | OTO Mod. 1928         | Mod. 1928      | 15 000 kg | 4 985 mm | -5° / +85° | 15 240 ;m | Classe Admiral Nakhimov, Bolzano (croiseur), Classe Condottieri, Classe Conte di Cavour, San Giorgio (croiseur), Classe Zara        |
| Montage simple à double usage | OTO Mod. 1931         | Mod. 1931      | N/A       | 4 985 mm | -6° / +45° | 15 400 m  | Classe Spica, Climene (torpilleur), Perseus (torpilleur)                                                                            |
| Montage simple à double usage | OTO Mod. 1935         | Mod. 1931      | 6 300 kg  | 4 985 mm | -9° / +60° | 15 400 m  | Peu utilisé, remplacé par le montage Mod. 1937                                                                                      |
| Montage simple à double usage | RM Mod. 1937          | Mod. 1931      | N/A       | 4 985 mm | -9° / +60° | 15 400 m  | Peu utilisé, remplacé par le montage Mod. 1937                                                                                      |
| Montage simple à double usage | OTO Mod. 1937         | Mod. 1937      | 6 800 kg  | 4 985 mm | -9° / +60° | 15 400 m  | Classe Ariete (torpilleur), Classe Ciclone (torpilleur), Classe Gabbiano (corvette), Classe Orsa (torpilleur), Alcyone (torpilleur) |
| Canon de pont de sous-marin   | OTO Mod. 1931         | Mod. 1938M     | 4 650 kg  | 4 940 mm | -5° / +35° | 12 600 m  | Classe Archimede, Classe Argo, Classe Glauco                                                                                        |
| Canon de pont de sous-marin   | OTO Mod. 1935         | Mod. 1938M     | 4 650 kg  | 4 940 mm | -5° / +35° | 12 600 m  | Classe Adua, Classe Perla |
| Canon de pont de sous-marin   | OTO Mod. 1938         | Mod. 1938M     | 4 650 kg  | 4 940 mm | -5° / +35° | 12 600 m  | Classe Acciaio, Classe Brin, Classe Cagni, Classe Flutto, Classe Foca, Classe Liuzzis, Classe Marcello, Classe Marconi              |

## Munitions
Les munitions étaient de type "cartouche complète" (Fixed QF). 
La cartouche complète avait une longueur de 1,2 m et pesait 26 kg avec une charge propulsive de 6,6 kg.
Le canon était capable de tirer :
- Obus explosif - 13,75 kg (30,3 lb)